# 秋山門造
秋山 門造（あきやま もんぞう、1891年（明治24年）12月30日 - 1944年（昭和19年）2月2日）は、日本の海軍軍人。海兵42期。太平洋戦争におけるクェゼリンの戦いで司令官として戦死した。死後特進により最終階級は海軍中将。

## 来歴・人物
香川県豊田郡柞田村（現 観音寺市柞田町）出身。農家の秋山清五郎、イセの五男として生まれる。
中農だったが、厳しい家庭で、当時は機械化されておらず秋山も小さい頃から農業を手伝い、海兵時代も休暇の度に帰宅して農作業をしていた。
旧制香川県立三豊中学校（第7回）を経て、海軍兵学校および陸軍士官学校（第26期）を受験し、双方に合格している。1911年（明治44年）9月11日海軍兵学校（第42期）に入校。同期には加来止男がいた。1914年（大正3年）12月19日卒業、席次は117名中66番。1915年（大正4年）少尉任官。
砲術学校高等科及び専攻科を修了後、重巡洋艦「愛宕」砲術長、舞鶴要港部参謀、戦艦「榛名」副長などを歴任した。1937年（昭和12年）12月、大佐進級。「間宮」特務艦長、呉海兵団副長、金沢地方人事部長、厦門方面特別根拠地隊副長兼参謀、艦本広島監督官を歴任。呉海軍工廠総務部長在任中の1943年（昭和17年）5月、少将へ昇進した。
1943年（昭和18年）第六根拠地隊司令官としてマーシャル群島クェゼリン島で指揮を執る。タラワ、マキンを制圧した米軍はマーシャル諸島クェゼリン環礁の占領を乗りだした。
クェゼリンの日本軍は陸海軍合わせて約5000名、ルオット、ナムル島には海軍3000名がおり、これらの部隊の指揮をとったのは、秋山門造少将（海軍第六根拠地隊司令官）である。
秋山が同島に赴任したのは、1943年11月。米軍上陸が明白だったが、独特の地形に阻まれ陣地構築が不完全であった。
すでに、絶対国防圏の圏外であったクェゼリン島には、初めから救援部隊を送る予定はなかった。
秋山は、米軍上陸初日、前線視察のため司令部壕を出たところ米軍の砲弾を浴びて戦死。死後海軍中将に昇進。
1967年（昭和42年）12月、勲二等旭日章の叙勲が授与された。また、子息の秋山正清海軍大尉は、クェゼリン遺族会をつくり、1966年（昭和41年）遺骨収集を行い、1968年（昭和43年）現地に慰霊碑を建立した。

## 栄典
- 1967年 - 勲二等旭日章